# Wolfgang Liebeneiner
Wolfgang Georg Louis Liebeneiner (* 6. Oktober 1905 in Liebau, Kreis Landeshut i. Schles., Provinz Schlesien; † 28. November 1987 in Wien) war ein deutscher Schauspieler und Regisseur.

## Leben
Wolfgang Liebeneiner, Sohn des Leinenfabrikanten Georg Liebeneiner und dessen Ehefrau Erna Liebeneiner, geborene Ungefroren, avancierte während seines Studiums der Philosophie, Germanistik und Geschichte an den Universitäten von Innsbruck, Berlin und München zum Leiter der Akademischen Spielschar in München. Im Jahr 1928 bekam er von Otto Falckenberg, dem Direktor der Münchner Kammerspiele, Schauspiel- und Regieunterricht. Im selben Jahr debütierte er dort in Wedekinds Frühlings Erwachen und widmete sich von nun an ganz der Schauspielkunst.
Im Jahr 1931 gab er sein Debüt als Theaterregisseur und erhielt im selben Jahr seine erste Filmrolle in Die andere Seite, worin er einen englischen Leutnant spielte. Er war auf feinsinnige, öfters auch tragische Liebhaber abonniert. Er wirkte an den Reinhardt-Bühnen und ab 1933 am Preußischen Staatstheater in Berlin. Im Jahr 1936 wurde er Mitglied des Staatstheaters Berlin und 1938 künstlerischer Leiter der Deutschen Filmakademie Babelsberg. Bereits im Jahr 1937 hatte er seinen ersten Film als Regisseur gedreht; zwei Jahre später wurde er Leiter der Fachschaft Film der Reichsfilmkammer. Nach einigen Unterhaltungsfilmen wurden ihm von Joseph Goebbels bald auch propagandistische Projekte anvertraut: mit Bismarck (1940) schuf er dem „Eisernen Kanzler“ ein filmisches Denkmal. Im Jahr 1941 führte er in enger Zusammenarbeit mit dem NS-Propagandaministerium Regie im Film Ich klage an, der die Tötung auf Verlangen einer Multiple-Sklerose-Patientin thematisiert. Dieser Film gilt nicht zuletzt aufgrund seiner manipulativen Meinungsbildung pro Tötung auf Verlangen als „Euthanasiefilm“, der die Patientenmorde der Aktion T4 rechtfertigen sollte. Der Film Die Entlassung (1942) stellte wieder Bismarck in den Mittelpunkt. Im selben Jahr wurde Liebeneiner Produktionschef der UFA und Mitglied des Präsidialrats der Reichstheaterkammer. Ein Jahr später (1943) zeichnete ihn Goebbels mit einem Professorentitel aus.
Trotz seiner umstrittenen Produktionen für die Nazi-Propaganda konnte Liebeneiner schon im Herbst des Jahres 1945 seine Theaterarbeit wiederaufnehmen, als ihm der Kulturausschuss eine Arbeitserlaubnis ausstellte, die 1947 von einer Entnazifizierungskommission bestätigt wurde. Die britischen Besatzungsbehörden stuften ihn als „unbedenklich“ ein, weil er durch Aussagen jüdischer Mitarbeiter entlastet wurde, die bestätigten, er habe ihnen still und diskret geholfen. Dass er Kollegen geholfen habe, die während der Diktatur unter Berufsverbot standen, erwähnt auch die jüdische Theaterleiterin Ida Ehre in ihren Memoiren. Ehre holte ihn 1945 an ihre Hamburger Kammerspiele, wo er im Jahr 1947 die Uraufführung von Wolfgang Borcherts Draußen vor der Tür inszenierte, das er unter dem Titel Liebe 47 auch verfilmte. 1953 kam er als Regisseur an das Theater in der Josefstadt Wien. In der Ära Adenauer führte Liebeneiner Regie bei einigen Filmen, in denen wiederholt Ruth Leuwerik die Hauptrolle spielte, wie Die Trapp-Familie und Königin Luise. In den 1960er Jahren wandte er sich mehr und mehr dem Fernsehen zu, für das er schwerpunktmäßig Theaterstücke, Romane und Erzählungen verfilmte – so in der Adventszeit der Jahre 1966 und 1968 für das ZDF die Abenteuervierteiler Die Schatzinsel nach dem Roman von Robert Louis Stevenson bzw. Tom Sawyers und Huckleberry Finns Abenteuer nach den Romanen von Mark Twain. Außerhalb des Fernsehens verlegte er sich besonders auf die Inszenierung von Opern und Operetten an verschiedenen Opernhäusern.

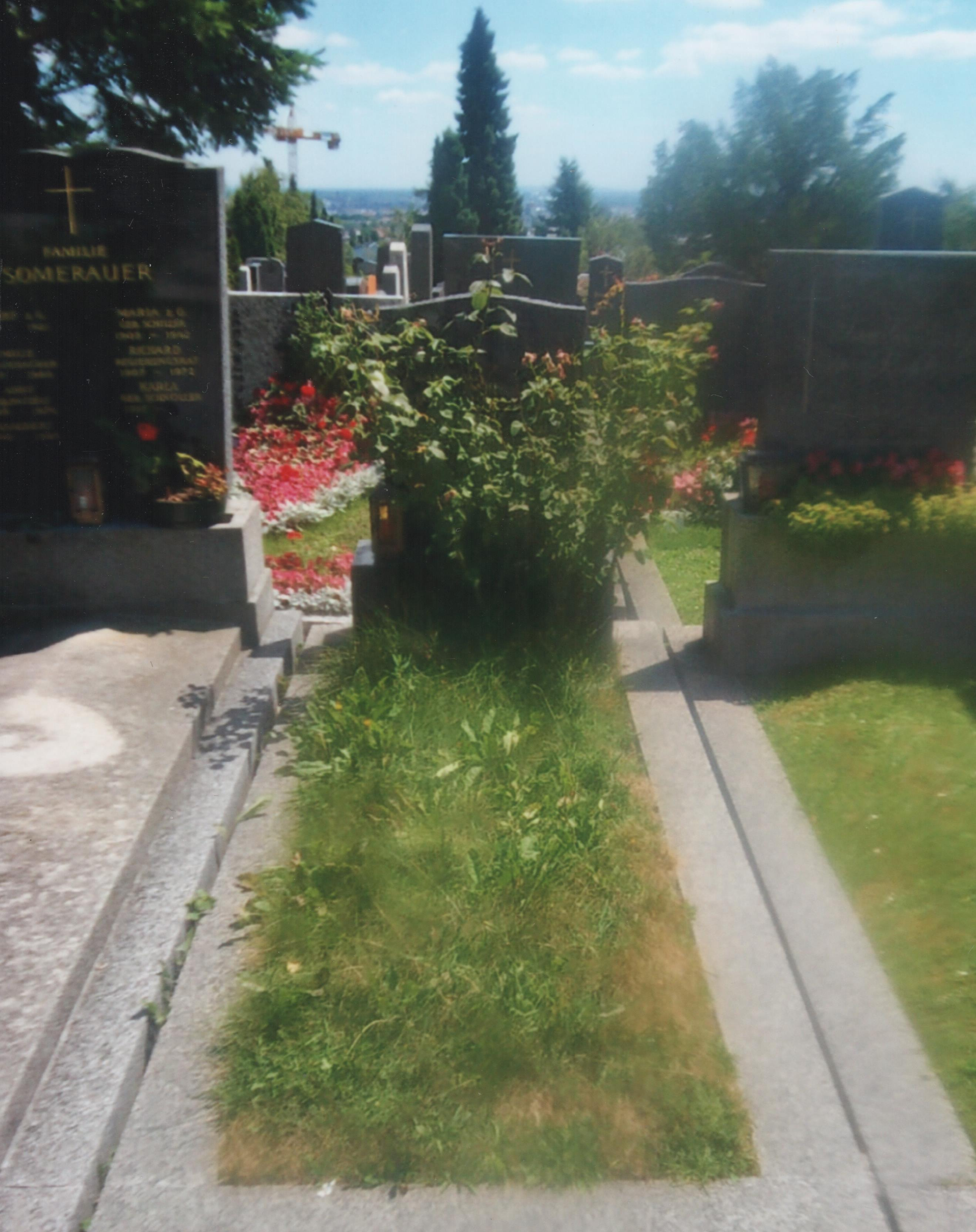
Grabstätte von Wolfgang Liebeneiner

Liebeneiner lebte unter anderem im 1. Wiener Bezirk, war zweimal verheiratet, ab 1933 mit der Schauspielerin Ruth Hellberg (Tochter von Fritz Holl) und nach der Scheidung ab 1944 mit der Schauspielerin Hilde Krahl. Die Tochter Johanna Liebeneiner aus letzter Ehe wurde selbst eine bekannte Schauspielerin. Aus einer Verbindung mit der Regieassistentin Ursula Pohle stammt die gemeinsame Tochter Micaëla Kreißler, die ebenfalls Schauspielerin war. Nach langer schwerer Krankheit starb Wolfgang Liebeneiner am 28. November 1987 in Wien und wurde auf dem Sieveringer Friedhof im 19. Wiener Bezirk beerdigt. Das Grab ist bereits aufgelassen.
Sein schriftlicher Nachlass befindet sich im Archiv der Akademie der Künste in Berlin.

## Inszenierungen
- Gestern und Heute
- Firmian und Christine
- Die Neuberin
- Versprich mir nichts
- Kirschen für Rom
- Lauter Lügen
- Pygmalion
- Traumulus
- Die Tochter der Kathedrale
- Der zerbrochene Krug
- Das Leben ist Traum
- Die Zaubergeige (auch im Fernsehen)
- Sodom und Gomorrha (auch im Fernsehen)
- Mittagswende (auch im Fernsehen)
- Die Walküre
- Valpone

## Filmografie

### Darsteller
- 1931: Die andere Seite
- 1932: Wenn dem Esel zu wohl ist
- 1933: Die schönen Tage von Aranjuez
- 1933: Liebelei
- 1934: Was bin ich ohne Dich
- 1934: Abschiedswalzer
- 1934: Musik im Blut
- 1934: Rivalen der Luft
- 1934: Freut Euch des Lebens
- 1935: Künstlerliebe
- 1935: Alle Tage ist kein Sonntag
- 1935: Die blonde Carmen
- 1935: Eine Nacht an der Donau
- 1935: Lockspitzel Asew
- 1935: Die selige Exzellenz
- 1935: Alles hört auf mein Kommando
- 1936: Donaumelodien
- 1936: Die unerhörte Frau
- 1936: Das Schönheitsfleckchen
- 1941: Friedemann Bach
- 1949: Tobias Knopp – Abenteuer eines Junggesellen
- 1952: Herz der Welt
- 1953: Die Stärkere (Cameo-Auftritt)
- 1956: Vor 100 Jahren fing es an

### Regie
- 1937: Versprich mir nichts
- 1937: Der Mustergatte
- 1938: Yvette
- 1938: Du und ich
- 1939: Ziel in den Wolken
- 1939: Der Florentiner Hut
- 1940: Die gute Sieben
- 1940: Bismarck
- 1941: Ich klage an
- 1941: Das andere Ich
- 1942: Die Entlassung
- 1943: Großstadtmelodie
- 1945: Das Leben geht weiter
- 1948: Liebe 47
- 1949: Tobias Knopp – Abenteuer eines Junggesellen
- 1950: Meine Nichte Susanne
- 1950: Des Lebens Überfluß
- 1950: Wenn eine Frau liebt
- 1951: Das Tor zum Frieden
- 1951: Der Weibsteufel
- 1951: Der blaue Stern des Südens
- 1952: 1. April 2000
- 1953: Die Stärkere
- 1953: Das tanzende Herz
- 1954: … und ewig bleibt die Liebe
- 1954: Die schöne Müllerin
- 1954: Auf der Reeperbahn nachts um halb eins
- 1955: Die heilige Lüge
- 1955: Ich war ein häßliches Mädchen
- 1955: Urlaub auf Ehrenwort
- 1956: Waldwinter
- 1956: Die Trapp-Familie
- 1957: Königin Luise
- 1957: Auf Wiedersehen, Franziska!
- 1957: Immer wenn der Tag beginnt
- 1958: Taiga
- 1958: Die Trapp-Familie in Amerika
- 1958: Sebastian Kneipp – Ein großes Leben
- 1959: Meine Tochter Patricia
- 1959: Jacqueline
- 1960: Ich heirate Herrn Direktor
- 1960: Eine Frau fürs ganze Leben
- 1960: Ingeborg
- 1960: Schlußakkord
- 1961: Das letzte Kapitel
- 1963: Schwejks Flegeljahre
- 1964: Jetzt dreht die Welt sich nur um dich
- 1966: Die Schatzinsel (Fernsehvierteiler)
- 1968: Tom Sawyers und Huckleberry Finns Abenteuer
- 1968: Ein Tod des Indianers Joe (Moartea lui Joe Indianul)
- 1969: Wenn süß das Mondlicht auf den Hügeln schläft
- 1969: Vanillekipferln (Fernsehfilm)
- 1971: Besuch auf einem kleinen Planeten (TV)
- 1972–1976: Die Abenteuer des braven Soldaten Schwejk (TV, 6 Teile in 13 Folgen)
- 1973: Eine egoistische Liebe
- 1973: Schwarzwaldmädel (1973)
- 1976: Das kleine Hofkonzert (TV)
- 1977: Das chinesische Wunder
- 1979: Götz von Berlichingen mit der eisernen Hand
- 1979: Nachbarn und andere nette Menschen (TV)
- 1979: Der Gute Doktor (ZDF)
- 1982: Gastspieldirektion Gold (TV)
- 1983: Der Garten (ZDF)

## Hörspiele
Im Jahr 1965 inszenierte er für den HR eine aus insgesamt acht Teilen bestehende Adaption des Romans Buddenbrooks von Thomas Mann, in der er auch eine der Hauptrollen (Thomas Buddenbrook) sprach. Zu den weiteren Hauptsprechern gehörten u. a. Gert Westphal (Erzähler), Hans Tügel (Johann Buddenbrook der Ältere), Dieter Borsche  (Konsul Johann Buddenbrook), Lil Dagover (Konsulin Elisabeth Buddenbrook) und Horst Tappert (Christian Buddenbrook).
Bereits zwei Jahre zuvor führte er ebenfalls beim HR die Regie im Hörspiel Reineke Fuchs nach dem gleichnamigen Epos von Johann Wolfgang von Goethe. Auch hier war er als Sprecher (Erzähler) selbst zu hören. Seine Partner waren hier u. a. Hannsgeorg Laubenthal, Volker von Collande, Eric Schildkraut, Hanns Ernst Jäger und Hans Korte.

## Auszeichnungen
- 1938 Ernennung zum Staatsschauspieler
- 1942 Ehrenring des deutschen Films für Die Entlassung
- 1943 Ernennung zum Professor
- 1951 Sascha-Pokal für Der Weibsteufel
- 1952 Sascha-Pokal für 1. April 2000
- 1958 Bambi (geschäftlich erfolgreichster Film 1957) für Die Trapp-Familie
- 1967 Perla-TV der Internationalen Film- und Fernsehmesse Mailand für Die Schatzinsel
- 1968 Perla-TV für Tom Sawyers und Huckleberry Finns Abenteuer